# Чахкиев, Саид Идрисович
Саи́д Идри́сович Чахки́ев (ингуш. Чахканаькъан Идриса СаӀид; 22 января 1938, Насыр-Корт, ЧИАССР — 29 октября 2008) — ингушский советский и российский прозаик, поэт, драматург, переводчик, публицист и общественный деятель. Народный писатель Чечено-Ингушетии, дипломант Всесоюзного литературного конкурса имени Н. Островского, член Союза писателей и Союза журналистов России. Являлся автором более тридцати книг.

## Биография
Родился 22 января 1938 года в селении Насыр-Корт Назрановского района, в семье исламского священнослужителя (муллы).
В 1945 году пошёл в первый класс Мичуринской средней школы Алма-Атинского района в Казахской ССР, куда их семья была депортирована в феврале 1944 года.
После смерти отца и матери учился в вечерней школе рабочей молодежи, одновременно работая грузчиком в Алма-Ате.
В 1955 году окончив 10 классов поступил на третий курс горно-металлургического техникума в городе Балхаш, проучился там полтора года, но не окончил его.
Работал на стройках города Алма-Аты и на руднике Тик ели Талдыкурганского района Казахской ССР.
Чахкиев приехал в Грозный, где два года работал корректором, собкором и литработником газеты «Сердало».
В 1959 году поступил на заочное отделение Литературного института имени А. М. Горького, а через год перевёлся на очное отделение.
С 1963 года он член правления Союза писателей ЧИАССР. В 1967 году был делегатом на I Всероссийском съезде писателей.
Член КПСС с 1965 года.
Возглавлял творческое объединение «Прометей» при университете с начала 70-х годов XX века.
В разные годы Чахкиев занимал ответственные должности главного редактора республиканской газеты «Сердало», директора республиканского кукольного театра, министра культуры Республики Ингушетия.
До конца своей жизни писал, активно участвовал в культурной жизни республики. Саид Чахкиев скоропостижно скончался в октябре 2008 года в возрасте 70 лет.

## Творчество
Писать пробовал ещё в школьные годы. В 1957 году на страницах газеты «Социалистический труд» Кокчетавской области стали появляться его стихи, за которые на республиканском конкурсе он получил второй приз. В этом же году в пионерской газете Казахстана «Дружные ребята» был напечатан первый рассказ «Человек в степи».
В 1958 году Саид Чахкиев приехал в Грозный. Два года работал корректором, собкором и литработником газеты «Сердало». В 1959 году поступил на заочное отделение Литературного института имени А. М. Горького, а через год перевелся на стационар.
Первая книга рассказов писателя вышла в 1960 году. С тех пор он написал и опубликовал около десятка поэтических и прозаических сборников, в которых мы находим произведения всех жанров — от стихов, рассказов, пьес и до романов. Большую работу проделал писатель и по развитию детской литературы.
Многие произведения Саида Чахкиева издавались в русском переводе. Так, в 1963 году в Детгизе большим тиражом вышла его книга рассказов для детей «Идиг, Мадиг и маленькая девочка», а в 1966 году — повесть «Энвер».
Стихи, поэмы и рассказы Саида Чахкиева регулярно печатаются и в наших республиканских газетах, в различных периодических журналах — «Дружба народов», «Дон» и т. д., альманахах «Утро гор» и «Аргун». В большинстве своем они довольно разнообразные по содержанию, отличаются богатством мысли и яркостью образов.
Большое место в творчестве Чахкиева занимает переводческая деятельность. Им переведены на ингушский язык многие стихи М. Ю. Лермонтова, А. С. Пушкина, Расула Гамзатова, Сергея Михалкова, Кайсына Кулиева, Алима Кешокова, Мустая Карима, Танзили Зумакуловой и многих других поэтов России. Больше того, им переведены на ингушский язык такие памятники мировой литературы, как «Слово о полку Игореве», драма А. С. Пушкина «Моцарт и Сальери», пьеса Н. В. Гоголя «Ревизор», рассказы М. А. Шолохова «Продкомиссар» и «Шибалково племя». Ранее он перевёл «Кровавую свадьбу» Гарсия Лорки и Э. Ростана «Сирано де Бержерак», Ю. Грушаса «Джаз, любовь и чёрт».
Саид Чахкиев выступает и как драматург. В Чечено-Ингушском национальном театре с успехом идут пьесы «Когда гибнут сыновья», написанная им в соавторстве с молодым драматургом Геннадием Русаковым. Есть у него и такие интересные детские одноактные пьесы, как «Пип» и др. На многие стихи поэта местными композиторами написана музыка, и они часто исполнялись по радио и телевидению.
Стихи, поэмы и рассказы Саида Чахкиева регулярно печатались не только в республиканских газетах и журналах, но и в различных центральных издательствах, в том числе в журналах «Дружба народов», «Дон», «Наш современник», «Нева», «Волга» и др. Произведения Чахкиева разнообразны по содержанию, отличаются богатством мысли и яркостью образов.

## Произведения
Первый и самый известный роман Чахкиева «Золотые столбы» охватывает период с 1944 по 1956 год, он был впервые опубликован на ингушском языке в альманахе «Утро гор» («Лоаман Iуйре») в 1965—1966 годах. В этом романе писатель отразил трагедию своего народа — депортацию ингушей в 1944 году.
В романе «Волчьи ночи» запечатлены героические подвиги ингушей во время Гражданской войны 1919—1920-х годов в Ингушетии и, шире, Терской области. Написанный на фактическом историческом материале, роман стал хрестоматийным произведением.

### Произведения С. И. Чахкиева
на ингушском языке
- Юххьанцара халонаш. Дувцарий сборник. Дешхьалхе Ведзижев Ахьмада. Грозный, Нохч-Гӏалгӏай книжни издательство, 1960.
- Са турпалаш. Дувцараш. Грозный, Нохч-Гӏалгӏай книжни издательство, 1961.
- Парагӏураш. Стихаш. Грозный, Нохч-Гӏалгӏай книжни издательство, 1962.
- Бӏаргий хих бизза кад. Драматически поэма. Дешхьалхе Р. М. Мальсагова. Грозный, Нохч-Гӏалгӏай книжни издательство, 1963.
- Седкъий догӏа. Стихаш. Грозный, Нохч-Гӏалгӏай книжни издательство, 1966.
- Иштта мара… Вай ханара роман. Грозный, Нохч-Гӏалгӏай книжни издательство, 1967.

на русском языке
- Идиг, Мадиг и маленькая девочка. Рассказы. Перевод с ингушского. М., «Детская литература», 1963.
- Чаша слез. Драматическая поэма. Предисловие Э. Лина. Грозный, Чечено-Ингушское книжюое изд-во, 1965.
- Энвер. Повесть. Перевод с ингушского Т. Лихоталь. М., «Детская литература», 1966, 1970.